# 巴克普雷里鎮區 (密蘇里州勞倫斯縣)
巴克普雷里鎮區（英語：Buck Prairie Township）是位於美國密蘇里州勞倫斯縣的一個行政鎮區。

## 地方資料
巴克普雷里鎮區的面積為103.59平方千米，當中陸地面積為103.40平方千米，而水域面積為0.18平方千米。根據2020年美國人口普查的數據，當地共有人口3882人，而人口密度為每平方千米37.47人。